# Beinhaus (Goulven)

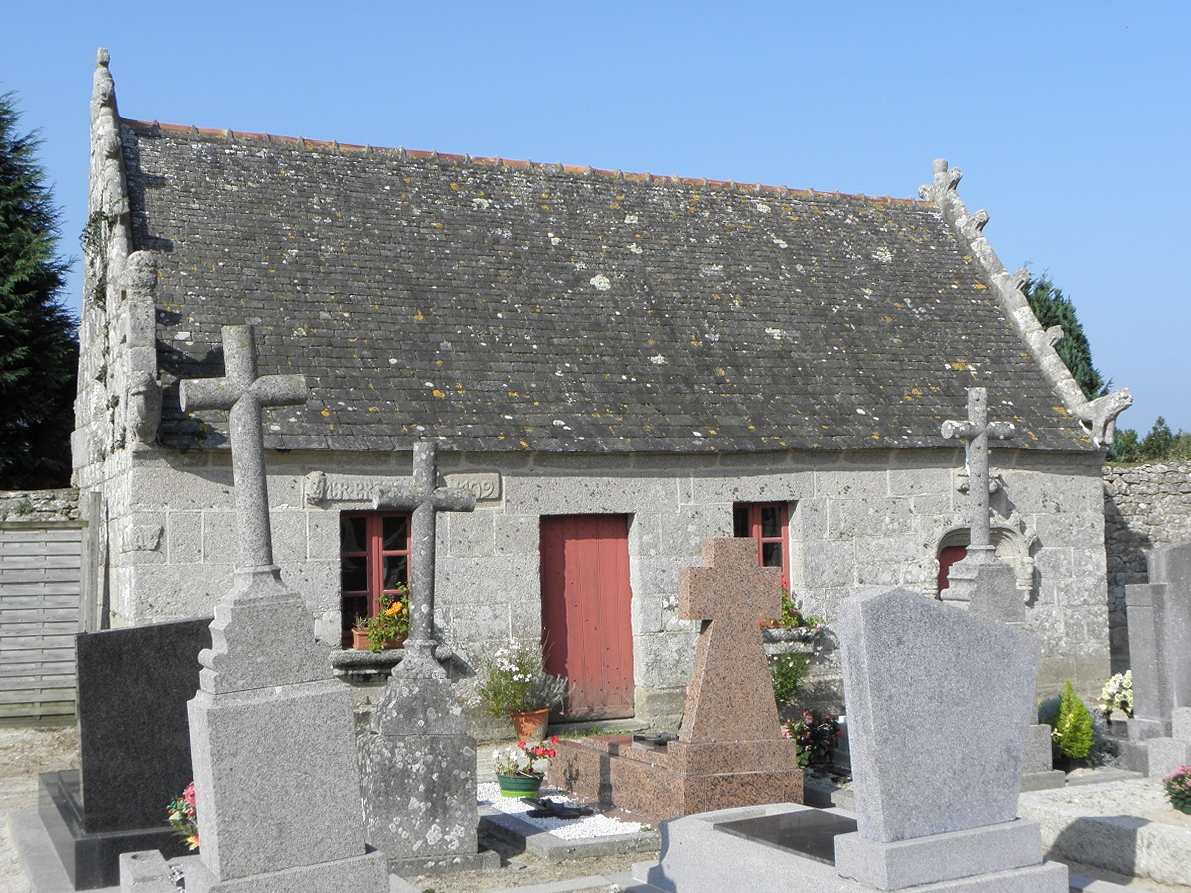
Beinhaus in Goulven

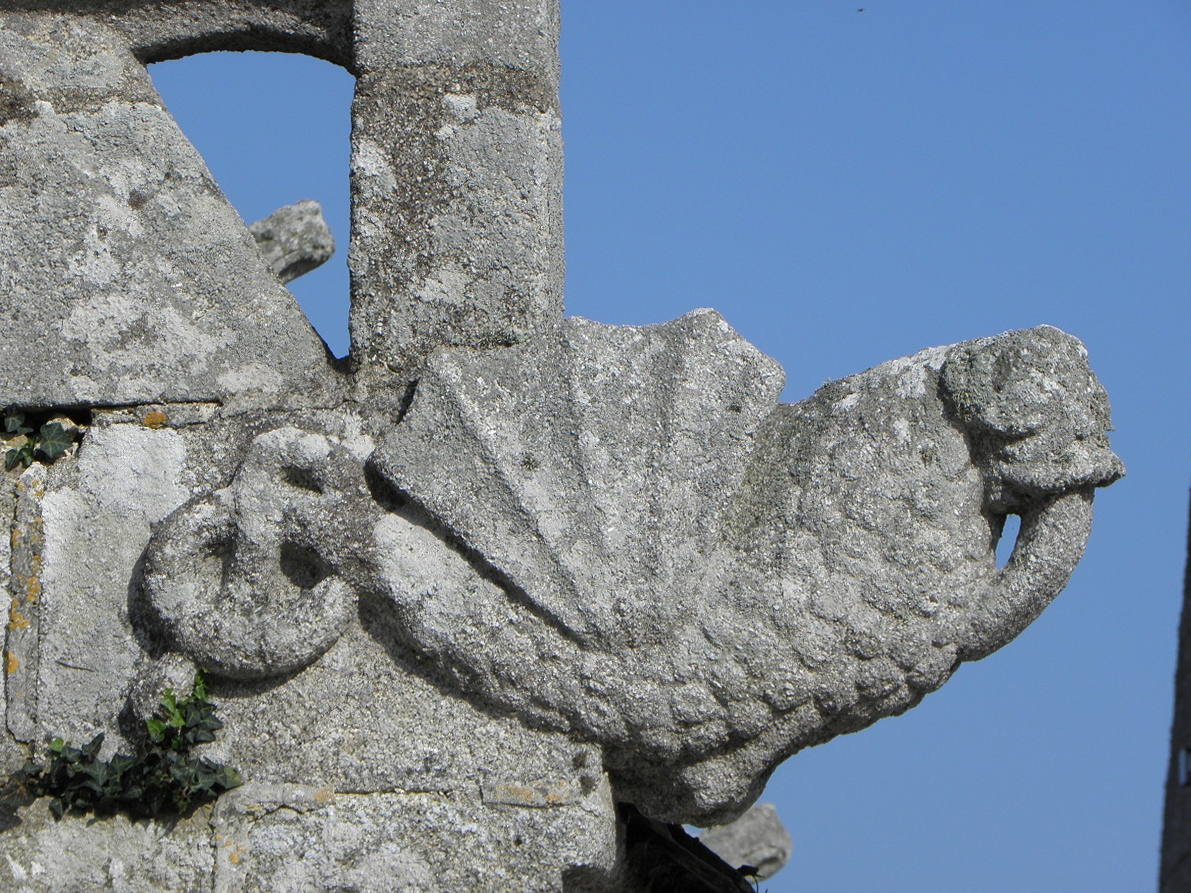
Giebelschmuck

Das Beinhaus in Goulven, einer französischen Gemeinde im Département Finistère in der Region Bretagne, wurde 1709 errichtet. Im Jahr 1946 wurde das Beinhaus neben der Kirche St-Goulven als Teil des Umfriedeten Pfarrbezirks als Monument historique in die Liste der Baudenkmäler in Frankreich aufgenommen.
Das Gebäude aus heimischem Granit besitzt an der Südseite ein schmuckloses Portal und rechteckige Fenster. Das Satteldach ist mit Schieferplatten gedeckt und die Giebel sind mit Fabelwesen geschmückt. 
Im Jahr 1880 fand man in der Krypta des Beinhauses Reliquien des heiligen Goulven.